# Lake Roe
Der Lake Roe ist ein Gebirgssee im Southland District der Region Southland auf der Südinsel von Neuseeland.

## Namensherkunft
Der See wurde von dem Landvermesser E. H. Wilmot nach Lucille Roe, einer Nichte seines Gastgebers Robert Story, benannt.

## Geographie
Der Lake Roe befindet sich in einer Hochgebirgsseenlandschaft, rund 13,5 km nördlich des Lake Hauroko zwischen der Pleasant Range im Nordwesten und der Merrie Range im Osten. Der See, der sich auf einer Höhe von rund 970 m befindet, deckt eine Fläche von rund 19,1 Hektar ab und erstreckt sich dabei über eine Länge von rund 685 m in Nordnordwest-Südsüdost-Richtung sowie über eine maximale Breite von rund 425 m in Westsüdwest-Ostnordost-Richtung. Der Seeumfang bemisst sich auf rund 2 km.
Der See verfügt über keinen nennenswerten Zuflüsse. Sein Abfluss über einen kleinen, nicht näher bezeichneten Bach befindet sich am nördlichen Ende des Sees.